# پریتشت (کلرادو)
پریتشت (به انگلیسی: Pritchett) شهری در ایالت کلرادو کشور ایالات متحده آمریکا است که جمعیت آن در سرشماری سال ۲۰۱۰ میلادی، ۱۴۰ نفر بوده‌است.